# Caenurgina caerulea
Caenurgina caerulea är en fjärilsart som beskrevs av Augustus Radcliffe Grote 1873. Caenurgina caerulea ingår i släktet Caenurgina och familjen nattflyn. Inga underarter finns listade i Catalogue of Life.